# Ssalson
Salson (Ssalson, Shalshon).- Jedan od najvećih Ohlone 'tribeleta', porodica Costanoan, uz zaljev San Francisco, na području poznatom kao Coyote Point. Ovo Područje se prostiralo od South San Francisca do Belmonta, osobito na obje obale San Mateo Creeka. Iza njih ostalo je do danas arheoloških nalaza (školjke, etc.), starih najmanje 4,000 godina. Prvi bijelci počinju dolaziti 1776., a 1793. dolaze i misionari.
Otac Palou zabilježio je u 2. polovici 18 st. (1770.-tih) napad plemena iz San Matea, nazivajući ih 'južnjacima', na selo 'sjevernjaka' u San Franciscu koje su zapalili. Proglasio ih je različitim i agresivnim. 
Prema Millikenu (1983.) Salsoni su imali 7 sela (Uturpe je bilo najveće) od kojih su 3 bila locirana duž San Mateo Creeka, držali su pod kontrolom oko 80 četvornih kilometara (30-35 četvornih milja). Lovci, ribari i sakupljači

## Sela
Uturbe (Uturpe), Altagmu, Aleitac, Sipliskin, Lamsin, Puyson.